# Élections municipales de 2017 dans Rimouski-Neigette
Pour un article plus général, voir Élections municipales de 2017 dans le Bas-Saint-Laurent.
Cet article concerne les élections municipales de 2017 dans le Bas-Saint-Laurent dans la municipalité régionale de comté de Rimouski-Neigette.

## Esprit-Saint
| Candidats pour la mairie       | Vote | %     |
| ------------------------------ | ---- | ----- |
| Réjean Morissette (Sortant)    | 165  | 68,46 |
| Léandre Mailloux               | 76   | 31,54 |
| Taux de participation : 67,9 % |      |       |

| Candidats conseiller #1   | Vote | %     |
| ------------------------- | ---- | ----- |
| Gilles Lévesque (Sortant) | 172  | 72,27 |
| Benjamin Mailloux         | 66   | 27,73 |

| Candidats conseiller #2 | Vote            | %               |
| ----------------------- | --------------- | --------------- |
| Sylvie Denoncourt       | Sans opposition | Sans opposition |

| Candidats conseiller #3 | Vote            | %               |
| ----------------------- | --------------- | --------------- |
| Daniel Proulx           | Sans opposition | Sans opposition |

| Candidats conseiller #4 | Vote | %     |
| ----------------------- | ---- | ----- |
| Gilles Brabant          | 145  | 60,67 |
| Lina Ouellet            | 94   | 39,33 |

| Candidats conseiller #5 | Vote | %     |
| ----------------------- | ---- | ----- |
| Francesca Lavoie        | 179  | 73,66 |
| Dorys Taylor (Sortante) | 64   | 26,34 |

| Candidats conseiller #6                   | Vote | %     |
| ----------------------------------------- | ---- | ----- |
| Christian St-Jean (Sortant)               | 126  | 52,28 |
| Gérald Ouellet (Sortant d'un autre poste) | 115  | 47,72 |

- Élection partielle au poste de maire le 20 mai 2018[1].
  - Organisée en raison de la démission du maire Réjean Morissette en raison d'un malaise au sein du conseil municipal en mars 2018[2].

- Démission de Gilles Lévesque (conseiller #1) peu avant le 19 mars 2018[2].

- Marjorie Blanchette est élue sans opposition conseillère #1 le 20 avril 2018[3].

| Candidats conseiller #1 | Vote            | %               |
| ----------------------- | --------------- | --------------- |
| Marjorie Blanchette     | Sans opposition | Sans opposition |

- Élection de Dorys Taylor au poste de mairesse le 20 mai 2018[1].

| Candidats pour la mairie  | Vote | %   |
| ------------------------- | ---- | --- |
| Dorys Taylor              | n/d  | n/d |
| Pierre Côté.              | n/d  | n/d |
| Participation : 220 / 358 |      |     |

- Démission de Daniel Proulx (conseiller #3)[4].

- Valérie Mailloux est élue sans opposition conseillère #3 le 26 avril 2019[5].

| Candidats conseiller #3 | Vote            | %               |
| ----------------------- | --------------- | --------------- |
| Valérie Mailloux        | Sans opposition | Sans opposition |

## La Trinité-des-Monts
| Candidats pour la mairie | Vote            | %               |
| ------------------------ | --------------- | --------------- |
| Yves Detroz (Sortant)    | Sans opposition | Sans opposition |

| Candidats conseiller #1 | Vote            | %               |
| ----------------------- | --------------- | --------------- |
| Langis Proulx (Sortant) | Sans opposition | Sans opposition |

| Candidats conseiller #2                          | Vote            | %               |
| ------------------------------------------------ | --------------- | --------------- |
| Benoit Laroche Ladrie (Sortant d'un autre poste) | Sans opposition | Sans opposition |

| Candidats conseiller #3        | Vote            | %               |
| ------------------------------ | --------------- | --------------- |
| Julie Lacroix-Danis (Sortante) | Sans opposition | Sans opposition |

| Candidats conseiller #4 | Vote            | %               |
| ----------------------- | --------------- | --------------- |
| Denyse Leduc            | Sans opposition | Sans opposition |

| Candidats conseiller #5 | Vote            | %               |
| ----------------------- | --------------- | --------------- |
| Dave Côté (Sortant)     | Sans opposition | Sans opposition |

| Candidats conseiller #6 | Vote            | %               |
| ----------------------- | --------------- | --------------- |
| Nicole Desprès          | Sans opposition | Sans opposition |

- Démission de Benoit Laroche Ladrie (conseiller #2) en mars 2019[4].

- Élection par acclamation de Lise Lebel au poste de conseillère #2 le 5 avril 2019[6].

| Candidats conseiller #2 | Vote            | %               |
| ----------------------- | --------------- | --------------- |
| Lise Lebel              | Sans opposition | Sans opposition |

- Démission de Julie Lacroix-Danis (conseillère #3) peu avant juillet 2019[7].

- Démission de Dave Côté (conseillère #5) peu avant septembre 2019[8].

- Élection par acclamation de Lawrence Brisson et de René Morin, respectivement au poste de conseiller #3 et #5, le 3 novembre 2019[9].

| Candidats conseiller #3 | Vote            | %               |
| ----------------------- | --------------- | --------------- |
| Lawrence Brisson        | Sans opposition | Sans opposition |

| Candidats conseiller #3 | Vote            | %               |
| ----------------------- | --------------- | --------------- |
| René Morin              | Sans opposition | Sans opposition |

- Démission du maire Yves Detroz et de Langis Proulx (conseiller #1) le 12 mai 2021[10]. Démissions suivies par celle des conseillers Lise Lebel et René Morin[11]

- Administration provisoire de la Commission municipale du Québec du 12 mai 2021 jusqu'à l'élection municipale de 2021[12]. Nicole Desprès (conseillère #6) agit à titre de mairesse suppléante durant cette période.

- Démission de Lawrence Brisson (conseiller #3) après juin 2019.

## Rimouski
| Candidats pour la mairie                 | Vote  | %     |
| ---------------------------------------- | ----- | ----- |
| Marc Parent (Sortant d'un autre poste)   | 7 860 | 47,43 |
| Pierre Chassé (Sortant d'un autre poste) | 5 615 | 33,88 |
| Gilles Gaston Thériault                  | 1 571 | 9,48  |
| Djanick Michaud                          | 1 525 | 9,20  |
| Taux de participation : 43,0 %           |       |       |

| Candidats district Sacré-Cœur (1) | Vote | %     |
| --------------------------------- | ---- | ----- |
| Sébastien Bolduc                  | 915  | 47,07 |
| Serge Dionne (Sortant)            | 740  | 38,07 |
| Hélène Boutin                     | 289  | 14,87 |

| Candidats district Nazareth (2) | Vote | %     |
| ------------------------------- | ---- | ----- |
| Rodrigue Joncas (Sortant)       | 957  | 64,97 |
| Daniel Paré                     | 516  | 35,03 |

| Candidats district Saint-Germain (3) | Vote | %     |
| ------------------------------------ | ---- | ----- |
| Jennifer Murray (Sortante)           | 823  | 66,48 |
| Raynald Caissy                       | 249  | 20,11 |
| William (Bill) Gleeson               | 166  | 13,41 |

| Candidats district Rimouski-Est (4) | Vote            | %               |
| ----------------------------------- | --------------- | --------------- |
| Cécilia Michaud (Sortante)          | Sans opposition | Sans opposition |

| Candidats district Pointe-au-Père (5) | Vote            | %               |
| ------------------------------------- | --------------- | --------------- |
| Jacques Lévesque (Sortant)            | Sans opposition | Sans opposition |

| Candidats district Sainte-Odile (6) | Vote | %     |
| ----------------------------------- | ---- | ----- |
| Grégory Thorez                      | 902  | 50,93 |
| Pierre Côté                         | 869  | 49,07 |

| Candidats district Saint-Robert (7) | Vote  | %     |
| ----------------------------------- | ----- | ----- |
| Jocelyn Pelletier                   | 1 106 | 80,44 |
| Dany Bouffard                       | 269   | 19,56 |

| Candidats district Terrasse Arthur-Buies (8) | Vote  | %     |
| -------------------------------------------- | ----- | ----- |
| Karol Francis (Sortant d'un autre poste)     | 1 271 | 66,13 |
| Cédric Bouillon                              | 439   | 22,84 |
| Sylvain Canuel                               | 212   | 11,03 |

| Candidats district Saint-Pie-X (9) | Vote  | %     |
| ---------------------------------- | ----- | ----- |
| Simon St-Pierre                    | 1 397 | 81,17 |
| Martin St-Pierre Deschenes         | 324   | 18,83 |

| Candidats district Sainte-Blandine et Mont-Lebel (10) | Vote | %     |
| ----------------------------------------------------- | ---- | ----- |
| Dave Dumas (Sortant)                                  | 742  | 89,40 |
| Lise Marie Perron                                     | 88   | 10,60 |

| Candidats district Le Bic (11) | Vote  | %     |
| ------------------------------ | ----- | ----- |
| Virginie Proulx                | 1 051 | 78,37 |
| Magella Fortin                 | 290   | 21,63 |

## Saint-Anaclet-de-Lessard
| Candidats pour la mairie    | Vote            | %               |
| --------------------------- | --------------- | --------------- |
| Francis St-Pierre (Sortant) | Sans opposition | Sans opposition |

| Candidats conseiller #1 | Vote            | %               |
| ----------------------- | --------------- | --------------- |
| Yve Rouleau (Sortant)   | Sans opposition | Sans opposition |

| Candidats conseiller #2 | Vote            | %               |
| ----------------------- | --------------- | --------------- |
| Jean-Denis Bernier      | Sans opposition | Sans opposition |

| Candidats conseiller #3 | Vote            | %               |
| ----------------------- | --------------- | --------------- |
| Simon Dubé              | Sans opposition | Sans opposition |

| Candidats conseiller #4        | Vote            | %               |
| ------------------------------ | --------------- | --------------- |
| Jean-François Chabot (Sortant) | Sans opposition | Sans opposition |

| Candidats conseiller #5 | Vote            | %               |
| ----------------------- | --------------- | --------------- |
| David Leblanc (Sortant) | Sans opposition | Sans opposition |

| Candidats conseiller #6    | Vote            | %               |
| -------------------------- | --------------- | --------------- |
| Francis Rodrigue (Sortant) | Sans opposition | Sans opposition |

- Démission de Jean-François Chabot (conseiller #4) le 28 juin 2019[13].

- Vanessa Lepage-Leclerc entre au conseil à titre de conseillère #4 le 4 novembre 2019[14].

| Candidats conseiller #4 | Vote | % |
| ----------------------- | ---- | - |
| Vanessa Lepage-Leclerc  |      |   |

## Saint-Eugène-de-Ladrière
| Candidats pour la mairie                   | Vote | %     |
| ------------------------------------------ | ---- | ----- |
| Gilbert Pigeon (Sortant)                   | 184  | 65,95 |
| Pascal D'Astous (Sortant d'un autre poste) | 95   | 34,05 |
| Taux de participation : 69,5 %             |      |       |

| Candidats conseiller #1 | Vote            | %               |
| ----------------------- | --------------- | --------------- |
| Renaud Fortin (Sortant) | Sans opposition | Sans opposition |

| Candidats conseiller #2 | Vote | %     |
| ----------------------- | ---- | ----- |
| Brigitte Chapados       | 151  | 55,31 |
| Sylvain Caron (Sortant) | 122  | 44,69 |

| Candidats conseiller #3 | Vote | %     |
| ----------------------- | ---- | ----- |
| Lorraine Michaud        | 207  | 74,46 |
| Régine Fleury-Fortin    | 71   | 25,54 |

| Candidats conseiller #4 | Vote | %     |
| ----------------------- | ---- | ----- |
| Fernand Caron (Sortant) | 140  | 51,66 |
| Armand D'Astous         | 131  | 48,34 |

| Candidats conseiller #5   | Vote            | %               |
| ------------------------- | --------------- | --------------- |
| Julie D'Astous (Sortante) | Sans opposition | Sans opposition |

| Candidats conseiller #6 | Vote | %     |
| ----------------------- | ---- | ----- |
| Deave D'Astous          | 141  | 51,46 |
| Jacques Rioux           | 133  | 48,54 |

- Élection partielle pour le poste de conseiller #2 le 30 septembre 2018[15].
  - Organisée en raison de la démission de Brigitte Chapados (conseillère #2)[15].
  - Élection de Vanessa Gagnon-Desjardins au poste de conseillère #2[15].

| Candidats conseiller #2   | Vote | %    |
| ------------------------- | ---- | ---- |
| Vanessa Gagnon-Desjardins | 92   | 81,4 |
| Régine Fleury-Fortin      | 21   | 18,6 |

- Décès de Fernand Caron (conseiller #4) en avril-mai 2019[16].

- Claude Viel entre au conseil municipal à titre de conseiller #4 le 8 juillet 2019[17].

| Candidats conseiller #4 | Vote | % |
| ----------------------- | ---- | - |
| Claude Viel             |      |   |

## Saint-Fabien
| Candidats pour la mairie                    | Vote | %     |
| ------------------------------------------- | ---- | ----- |
| Jacques Carrier                             | 507  | 59,72 |
| Dolorès Bouchard (Sortant d'un autre poste) | 326  | 38,40 |
| Roger D'Astous                              | 16   | 1,88  |
| Taux de participation : 51,6 %              |      |       |

| Candidats district #1 | Vote            | %               |
| --------------------- | --------------- | --------------- |
| Pierre Bergeron       | Sans opposition | Sans opposition |

| Candidats district #2 | Vote            | %               |
| --------------------- | --------------- | --------------- |
| Yannick Dumais        | Sans opposition | Sans opposition |

| Candidats district #3 | Vote            | %               |
| --------------------- | --------------- | --------------- |
| Marc Beauchesne       | Sans opposition | Sans opposition |

| Candidats district #4 | Vote | %     |
| --------------------- | ---- | ----- |
| Stéphan Simoneau      | 66   | 47,48 |
| Roger D'Astous        | 62   | 44,60 |
| Julien Lecours        | 11   | 7,91  |

| Candidats district #5       | Vote            | %               |
| --------------------------- | --------------- | --------------- |
| Pierre Bellavance (Sortant) | Sans opposition | Sans opposition |

| Candidats district #6 | Vote | %     |
| --------------------- | ---- | ----- |
| Normand Chénard       | 78   | 56,52 |
| Patrick Jean          | 60   | 43,48 |

- Démission de Pierre Bergeron (conseiller district #1) en avril 2018[18].

- Élection par acclamation de Jane Lefebvre au poste de conseillère du district #1 en avril 2018[18].

| Candidats district #1 | Vote            | %               |
| --------------------- | --------------- | --------------- |
| Jane Lefebvre         | Sans opposition | Sans opposition |

- Démission de Marc Beauchesne (conseiller du district #3) pour raisons personnelles en septembre-octobre 2019[19].

- Dany Héon est élu conseiller du district #3 le 28 octobre 2019[19].

| Candidats district #3          | Vote | %    |
| ------------------------------ | ---- | ---- |
| Dany Héon                      | 28   | 68,3 |
| Daniel Lebel                   | 13   | 31,7 |
| Participation : 42 / 271       |      |      |
| Taux de participation : 15,5 % |      |      |
| Bulletin(s) annulé(s) : 1      |      |      |

- Démission de Dany Héon (conseiller #3) et de Normand Chénard (conseiller #6)[20].

- Élection par acclamation de Gaétan Dubé et de Marie-Ève Jean respectivement au poste de conseiller #3 et #6[20].

| Candidats district #3 | Vote            | %               |
| --------------------- | --------------- | --------------- |
| Gaétan Dubé           | Sans opposition | Sans opposition |

| Candidats district #6 | Vote            | %               |
| --------------------- | --------------- | --------------- |
| Marie-Ève Jean        | Sans opposition | Sans opposition |

- Démission de Jane Lefebvre (conseillère district #1) en raison de son déménagement dans la région de Québec en novembre 2019[18].

- Élection par acclamation de Mélissa Perreault au poste de conseillère du district #1 en janvier 2020[21].

| Candidats district #1 | Vote            | %               |
| --------------------- | --------------- | --------------- |
| Mélissa Perreault     | Sans opposition | Sans opposition |

## Saint-Marcellin
| Candidats pour la mairie                       | Vote | %     |
| ---------------------------------------------- | ---- | ----- |
| Paul-Émile Lévesque (Sortant d'un autre poste) | 123  | 58,85 |
| Patrice Bouillon                               | 86   | 41,15 |
| Taux de participation : 54,1 %                 |      |       |

| Candidats conseiller #1 | Vote | %     |
| ----------------------- | ---- | ----- |
| Martine Vignola         | 133  | 62,44 |
| Jean-Marie Brisson      | 80   | 37,56 |

| Candidats conseiller #2 | Vote | %     |
| ----------------------- | ---- | ----- |
| Pascale Charest         | 128  | 60,09 |
| Geneviève Morneau       | 85   | 39,91 |

| Candidats conseiller #3                         | Vote | %     |
| ----------------------------------------------- | ---- | ----- |
| André-Pierre Vignola (Sortant d'un autre poste) | 133  | 63,33 |
| Yvan Lechasseur                                 | 77   | 36,67 |

| Candidats conseiller #4 | Vote            | %               |
| ----------------------- | --------------- | --------------- |
| Jean-Yves Allard        | Sans opposition | Sans opposition |

| Candidats conseiller #5          | Vote | %     |
| -------------------------------- | ---- | ----- |
| Manon Bédard                     | 151  | 70,89 |
| Jean-Pierre Lechasseur (Sortant) | 62   | 29,11 |

| Candidats conseiller #6                   | Vote | %     |
| ----------------------------------------- | ---- | ----- |
| Dominic Proulx (Sortant d'un autre poste) | 164  | 77,00 |
| Nancy Potvin                              | 49   | 23,00 |

- Pascale Charest (conseillère #2), André-Pierre Vignola (conseiller #3) et Dominic Proulx (conseiller #6) quittent leurs postes en cours de mandat.

- Geneviève Morneau devient conseillère #2 en cours de mandat[22].

## Saint-Narcisse-de-Rimouski
| Candidats pour la mairie  | Vote            | %               |
| ------------------------- | --------------- | --------------- |
| Robert Duchesne (Sortant) | Sans opposition | Sans opposition |

| Candidats conseiller #1 | Vote            | %               |
| ----------------------- | --------------- | --------------- |
| Jacques Duchesne        | Sans opposition | Sans opposition |

| Candidats conseiller #2 | Vote            | %               |
| ----------------------- | --------------- | --------------- |
| Gaston Noël             | Sans opposition | Sans opposition |

| Candidats conseiller #3    | Vote            | %               |
| -------------------------- | --------------- | --------------- |
| Jacques Bélanger (Sortant) | Sans opposition | Sans opposition |

| Candidats conseiller #4 | Vote            | %               |
| ----------------------- | --------------- | --------------- |
| Guillaume Soucy         | Sans opposition | Sans opposition |

| Candidats conseiller #5 | Vote            | %               |
| ----------------------- | --------------- | --------------- |
| Gervais Soucy (Sortant) | Sans opposition | Sans opposition |

| Candidats conseiller #6 | Vote            | %               |
| ----------------------- | --------------- | --------------- |
| Nancy Gagné (Sortante)  | Sans opposition | Sans opposition |

## Saint-Valérien
| Candidats pour la mairie | Vote            | %               |
| ------------------------ | --------------- | --------------- |
| Robert Savoie (Sortant)  | Sans opposition | Sans opposition |

| Candidats conseiller #1 | Vote            | %               |
| ----------------------- | --------------- | --------------- |
| Donald Dubé             | Sans opposition | Sans opposition |

| Candidats conseiller #2 | Vote            | %               |
| ----------------------- | --------------- | --------------- |
| Christian Beaulieu      | Sans opposition | Sans opposition |

| Candidats conseiller #3 | Vote            | %               |
| ----------------------- | --------------- | --------------- |
| Jean Lemay              | Sans opposition | Sans opposition |

| Candidats conseiller #4                   | Vote            | %               |
| ----------------------------------------- | --------------- | --------------- |
| Ghislain Blais (Sortant d'un autre poste) | Sans opposition | Sans opposition |

| Candidats conseiller #5         | Vote            | %               |
| ------------------------------- | --------------- | --------------- |
| Julien Montreull-Côté (Sortant) | Sans opposition | Sans opposition |

| Candidats conseiller #6 | Vote            | %               |
| ----------------------- | --------------- | --------------- |
| Mylène Vézina           | Sans opposition | Sans opposition |